# Дрожжефобия

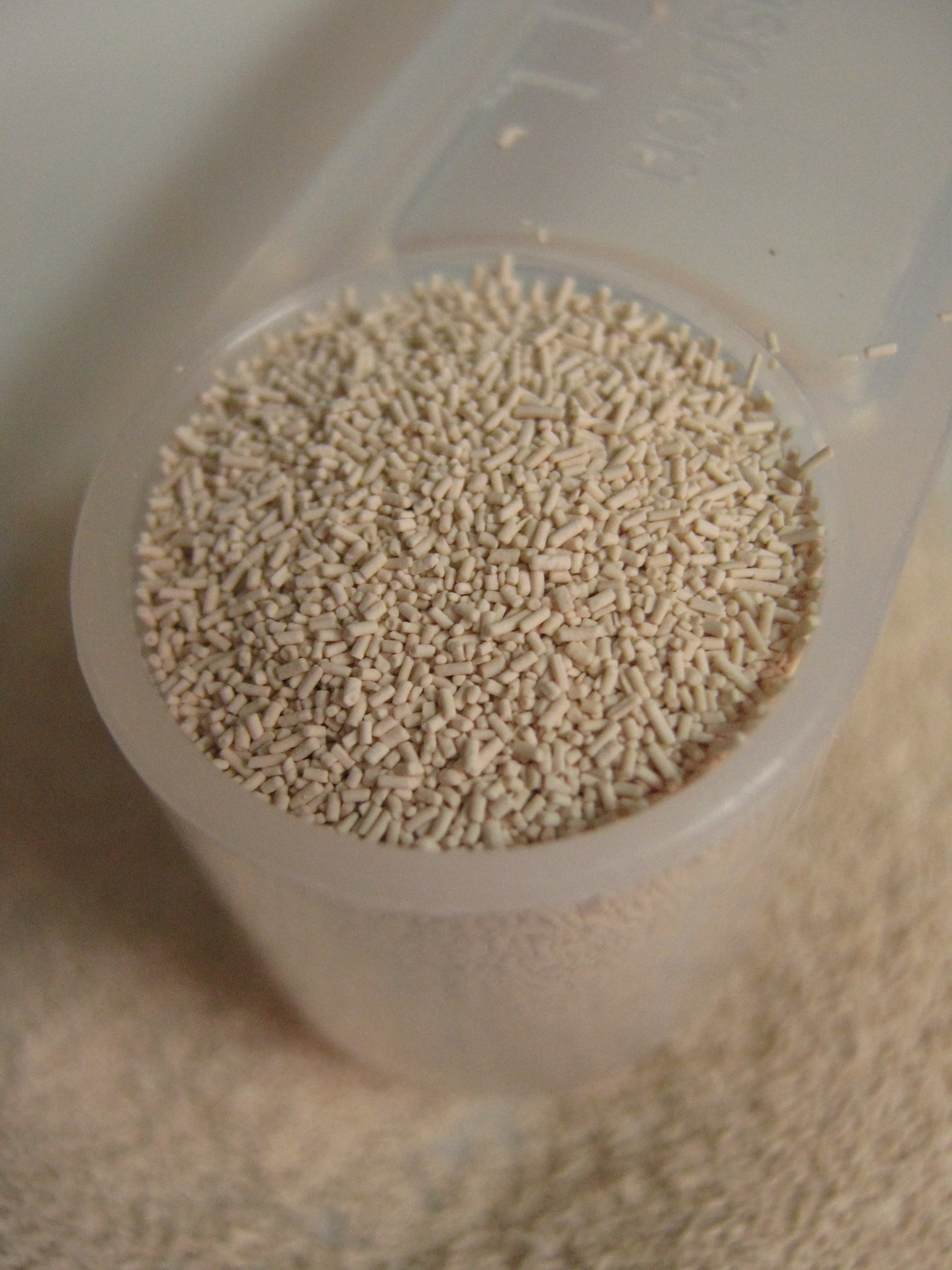
Сухие быстродействующие дрожжи

Дрожжефо́бия, дро́жжи-уби́йцы — распространённая в России с начала 2000-х годов теория заговора о вреде для здоровья дрожжей, являющаяся частью движения нью-эйдж и опровергаемая многими экспертами.

## Теория заговора
Первые упоминания дрожжефобии можно найти в книге американских пропагандистов сыроедения Юджина и Молли Грисволд Кристиан, вышедшей в 1904 году, где авторы пишут о процессе подъёма теста в результате «инфицирования» дрожжами и сравнивают дрожжи с червями. Дрожжефобия получила распространение в России в начале 2000-х годов. Вероятно, первый текст на эту тему появился в 2000 году в газете «АиФ — здоровье»: это была статья журналиста В. Волкова «Дрожжи-киллеры», в которой со ссылкой на «американских учёных» утверждалось, что дрожжи вызывают рак.
Теорию заговора поддерживают православные фундаменталисты, считающие, что «термофильные дрожжи» выращиваются на костях людей и животных и что они изобретены «гитлеровцами» как биологическое оружие для уничтожения русского народа. Сторонниками теории заговора являются пропагандист холистической медицины А. Савёлов-Дерябин, председатель Союза борьбы за народную трезвость В. Жданов, певица Жанна Бичевская. Дрожжефобию поддерживают различные внеконфессиональные «духовные искатели». Тексты и видео о вреде дрожжей размещались на сайтах и форумах неправославных религиозных групп: буддистов, славянских неоязычников, последователей рейки, а также на сайте фирмы «Mary Kay». Обычные сторонники теории заговора, опрошенные журналистом интернет-издания Lenta.ru, утверждают, что продвигать дрожжи выгодно фармакологическому бизнесу, что это часть войны, которую ведёт против человечества «золотой миллиард».

## Критика
Доктор технических наук, профессор кафедры технологии хлебопекарного и макаронного производств Московского государственного университета пищевых производств Ирина Матвеева в интервью газете «Московская правда» сообщила, что «термофильных дрожжей», о которых говорят сторонники теории заговора, не существует. Она подчеркнула, что приготовить бездрожжевой хлеб невозможно, поскольку дрожжи находятся на поверхности муки. В том же интервью член-корреспондент Российской академии наук, профессор кафедры биологии почв факультета почвоведения МГУ Иван Чернов объяснил, что непекарские дрожжи могут поражать организм с ослабленным иммунитетом и вызывать грибковое заболевание кандидоз, но при производстве хлеба такие патогенные дрожжи не используются. Авторы статьи в журнале «Пищевая промышленность» считают, что информацию о дрожжах-убийцах и «хлебном геноциде» распространяют неквалифицированные блогеры, которые вводят в заблуждение потребителей пищевых продуктов.

## Анализ
Социальный антрополог Жанна Кормина видит в дрожжефобии проявление культуры недоверия, то есть комплекса страхов по отношению к государству и связанным с ним институтам (наука, медицина, образование, СМИ). В этой культуре недоверия есть религиозные мотивы, но разговоры «не столько о посмертном спасении души, сколько об изменении качества жизни здесь и сейчас» характерны, скорее, для движения нью-эйдж, чем для представителей церкви. Социальный антрополог Юлия Андреева видит в страхе перед дрожжами (и ГМО) пример того, как идеи нью-эйдж проникают в традиционные религии. Доктор философских наук Александр Прилуцкий рассматривает «опасность дрожжевого хлеба» в ряду с другими теориями заговора, не имеющими прямого отношения к религии («вред от прививок» и т. п.), сторонники которых считают, что ведут войну с самим антихристом, а поэтому рациональные разоблачения на них не действуют. Против дрожжефобии выступают уже и некоторые православные священники.